# Koszary (powiat zwoleński)
Koszary – wieś w Polsce położona w województwie mazowieckim, w powiecie zwoleńskim, w gminie Zwoleń. Ma status sołectwa.
W skład sołectwa Koszary wchodzą także dwie osady leśne o tej samej nazwie: Motorzyny (SIMC 0643034) oraz Motorzyny (SIMC 0643040).
W latach 1975–1998 miejscowość należała administracyjnie do województwa radomskiego.
Wierni Kościoła rzymskokatolickiego należą do parafii św. Idziego w Suchej.